# كلوكيه
كلوكيه هي مدينة في مقاطعة كارلتون، في ولاية مينيسوتا، في الولايات المتحدة الأمريكية. وتقع عند تقاطع الطريق السريع 35 و33 في ولاية مينيسوتا. ويبلغ عدد سكانها 11201 في تعداد عام 2000. وتبلغ مساحتها 93.2 كيلو متر مربع. تقع كلوكيوت على نهر سانت لويس.

## التركيبة السكانية
قام مكتب تعداد الولايات المتحدة بتحديد بيانات التركيبة السكانية لكلوكيهفي تعداد الولايات المتحدة. في ما يلي، التركيبة السكانية حسب تعدادي 2000 و2010.

### تعداد عام 2000
بلغ عدد سكان كلوكيه 11,201 نسمة بحسب تعداد عام 2000، وبلغ عدد الأسر 4,636 أسرة وعدد العائلات 2,967 عائلة مقيمة في المدينة. في حين سجلت الكثافة السكانية 317.9 نسمة لكل ميل مربع (122.7/كم2). وبلغ عدد الوحدات السكنية 4,805 وحدة بمتوسط كثافة قدره 136.4 نسمة لكل ميل مربع (52.7/كم2).
وتوزع التركيب العرقي للمدينة بنسبة 88.21% من البيض و9.35% من الأمريكيين الأصليين و0.39% من الأمريكيين ذوي الأصول الآسيوية و0.01% من سكان جزر المحيط الهادئ و0.16% من الأمريكيين الأفارقة و1.75% من عرقين مختلطين أو أكثر.
بلغ عدد الأسر 4,636 أسرة كانت نسبة 30.8% منها لديها أطفال تحت سن الثامنة عشر تعيش معهم، وبلغت نسبة الأزواج القاطنين مع بعضهم البعض 47.1% من أصل المجموع الكلي للأسر، ونسبة 12.4% من الأسر كان لديها معيلات من الإناث دون وجود شريك، وكانت نسبة 36.0% من غير العائلات. تألفت نسبة 31.0% من أصل جميع الأسر من أفراد ونسبة 14.6% كانوا يعيش معهم شخص وحيد يبلغ من العمر 65 عاماً فما فوق. وبلغ متوسط حجم الأسرة المعيشية 2.96، أما متوسط حجم العائلات فبلغ 2.38.
بلغ العمر الوسطي للسكان 38 عاماً. وكانت نسبة 25.6% من القاطنين تحت سن الثامنة عشر، وكانت نسبة 8.5% بين الثامنة عشر والأربعة وعشرون عاماً، ونسبة 27.5% كانت واقعةً في الفئة العمرية ما بين الخامسة والعشرين حتى الرابعة والأربعين عاماً، ونسبة 21.4% كانت ما بين الخامسة والأربعين حتى الرابعة والستين، ونسبة 16.8% كانت ضمن فئة الخامسة والستين عاماً فما فوق. يوجد لكل 100 أنثى 89.9 ذكر، ويوجد لكل 100 أنثى في الثامنة عشر من عمرها فما فوق 86.1 ذكر.
بلغ متوسط دخل الأسرة في المدينة 35,675 دولار، أما متوسط دخل العائلة فبلغ 47,799 دولار. وكان متوسط دخل الذكور 40,140 دولار مقابل 26,144 دولار للإناث. وسجل دخل الفرد الخاص بالمدينة 17,812 دولار. وكانت نسبة 7.7% من العائلات ونسبة 9.9% من السكان تحت خط الفقر، وكان من هؤلاء نسبة 9.7% تحت سن الثامنة عشر ونسبة 12.4% في الخامسة والستين من العمر وما فوق.

### تعداد عام 2010
بلغ عدد سكان كلوكيه 12,124 نسمة بحسب تعداد عام 2010، وبلغ عدد الأسر 85,475 أسرة وعدد العائلات 3,126 عائلة مقيمة في المدينة. في حين سجلت الكثافة السكانية 344.4 نسمة لكل ميل مربع (133.0/كم2). وبلغ عدد الوحدات السكنية 5,235 وحدة بمتوسط كثافة قدره 148.7 لكل ميل مربع (57.4/كم2).
وتوزع التركيب العرقي للمدينة بنسبة 84.4% من البيض و10.8% من الأمريكيين الأصليين و0.5% من الأمريكيين ذوي الأصول الآسيوية و0.4% من الأمريكيين الأفارقة و3.7% من عرقين مختلطين أو أكثر.
بلغ عدد الأسر 4,959 أسرة كانت نسبة 32.9% منها لديها أطفال تحت سن الثامنة عشر تعيش معهم، وبلغت نسبة الأزواج القاطنين مع بعضهم البعض 43.1% من أصل المجموع الكلي للأسر، ونسبة 14.4% من الأسر كان لديها معيلات من الإناث دون وجود شريك، بينما كانت نسبة 5.6% من الأسر لديها معيلون من الذكور دون وجود شريكة وكانت نسبة 37.0% من غير العائلات. تألفت نسبة 30.5% من أصل جميع الأسر من أفراد ونسبة 12.9% كانوا يعيش معهم شخص وحيد يبلغ من العمر 65 عاماً فما فوق. وبلغ متوسط حجم الأسرة المعيشية 2.96، أما متوسط حجم العائلات فبلغ 2.40.
بلغ العمر الوسطي للسكان 37 عاماً. وكانت نسبة 25.5% من القاطنين تحت سن الثامنة عشر، وكانت نسبة 8.9% بين الثامنة عشر والأربعة وعشرون عاماً، ونسبة 25.5% كانت واقعةً في الفئة العمرية ما بين الخامسة والعشرين حتى الرابعة والأربعين عاماً، ونسبة 25% كانت ما بين الخامسة والأربعين حتى الرابعة والستين، ونسبة 15.2% كانت ضمن فئة الخامسة والستين عاماً فما فوق. وتوزع التركيب الجنسي للسكان بنسبة 48.7% ذكور و51.3% إناث.